# Pueyrredón (stacja metra)
Pueyrredón – stacja metra w Buenos Aires, na liniach B i D. Stacja na linii B znajduje się pomiędzy stacjami Pasteur a Carlos Gardel. Stacja została otwarta 17 października 1930. Stacja na linii D znajduje się pomiędzy stacjami Facultad de Medicina a Agüero. Stacja została otwarta 5 września 1938.